# Sicilia amara e duci
Sicilia amara e duci è un album di canti popolari siciliani cantati e rivisitati da Luigi Infantino.

## La presentazione
All'album collaborarono  due famosi esponenti della cultura italiana e mondiale: lo scrittore Leonardo Sciascia che scrisse una presentazione pubblicata sul retro della copertina  del cantautore Luigi Infantino, mentre la copertina (frontespizio) è opera  del pittore Renato Guttuso. Il quadro rappresentato è un fico d’india verde e bianco, su uno sfondo azzurro in alto e rosso in basso.

## La composizione
L'album contiene 18 brani, 9 per ogni facciata. I testi sono, alcuni, di Luigi Infantino mentre gli altri sono di autori anonimi, adattati e rivisitati, per l'occorrenza, dallo stesso autore.

## Il disco
I facciata:
- Sicilia amara (Luigi Infantino) 1'37'’
- L'ergastolo (N.N.) 2'20'’
- Dispirazione (N.N.) 4'00'’
- La pirrera (N.N.) 1'26'’
- Li turchi (N.N.) 3'50'’
- Ninna Nanna( Era laòò) (N.N.) 3'’06'’
- Ninna nanna nacaredda (Luigi Infantino) 2'34'’
- Lu me' sceccu ( Il mio asinello è morto)  (N.N.) 3'28'’
- Sciù sciù (tarantella) (N.N.)1'25'’

II facciata:
- Lu cuntu di lu picuraru (Il racconto del pecoraio) (Luigi Infantino) 4'42'’
- Bedda matri di lu munti (Bella Madonna del monte) (Regina di Racalmuto) (Luigi Infantino)  3'54'’
- Maria passa…(Venerdì Santo a Racalmuto) (Luigi Infantino) 2'27'’
- L'arrivu (L'arrivo) (N.N.) 1'40'’
- Lu carrettu (Il carretto) (N.N.) 2'55'’
- Lu timonieri (Il timoniere) (Divagazioni sul mare) (N.N.) 3'10'’
- Alla siciliana (Luigi Infantino) 2'37'’
- Serenata a Saruzza ((Luigi Infantino) 2'40'’
- A la strafalaria (Alla strafalaria) (modo dei siciliani che parlano”pulito”) (Luigi Infantino) 1'22'’

## Edizioni
CURCI LP 121